# The Arcane Order
The Arcane Order sind eine Thrash-Metal-Band aus Kolding (Dänemark).

## Geschichte
Im Sommer 2000 lösen sich Autumn Leaves, die alte Band des Gitarristen Flemming C. Lund auf. Lund schloss sich daraufhin der Band Invocator an und schrieb nebenbei Songs für seine eigene Band, die sich Scavenger nannte. Aus Zeitmangel passierte nicht viel in den ersten Jahren der Bandgeschichte. Erst 2003 schrieb Lund an den Songs weiter und suchte neue Musiker. Als Bassist holte Lund seinen ehemaligen Autumn Leaves-Kollegen Boris Tandrup ins Boot. Neuer Schlagzeuger wurde der damals erst 20-jährige Morten Løwe Sørensen. Den Gesang sollte Lawrence Mackory, der das Darkane-Debüt einsang, übernehmen. Im Juni 2004 ging die Band in das Antfarm Studio von Jacob Hansen, um die Instrumentalparts für eine Promo-CD aufzunehmen. Der Gesang sollte kurze Zeit später in Schweden aufgenommen werden. Als die Band nach sieben Monaten nichts von Mockory geholt haben kontaktierte Lund den Raunchy-Sänger Kasper Thomsen, der großes Interesse am Sängerpart hatte. Im Mai 2005 nahm Thomsen den Gesang auf und die Promo-CD konnte erscheinen. Die deutsche Plattenfirma Metal Blade nahm die Band im September 2005 unter Vertrag. Allerdings musste die Band aus rechtlichen Gründen auf den Namen Scavenger verzichten und benannte sich in The Arcane Order um. Im April 2006 kehrte die Band in Hansens Antfarm Studio zurück und nahm das Debütalbum The Machinery of Oblivion auf, welches am 11. August 2006 erschien. Am 28. Oktober 2006 spielte die Band ihr erstes Konzert im dänischen Ribe. Im November folgen weitere Konzerte in Dänemark.

## Diskografie
- 11. August 2006: The Machinery of Oblivion
- 11. Januar 2008: In the Wake of Collisions
- 25. September 2015: Cult of None